# Au-29 (дирижабль)

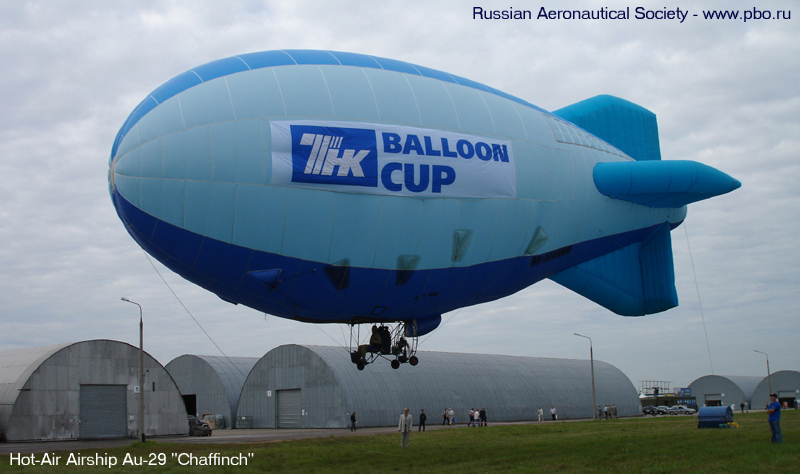
Дирижабль AU-29 Зяблик

Дирижабль Au-29 «Зяблик» — одноместный тепловой дирижабль мягкой конструкции, созданный в ЗАО «Воздухоплавательный центр „Авгуръ“» в 2005 году. Дирижабль такого типа отличается лёгкостью пилотирования.
Именно на дирижабле «Зяблик» был зафиксирован мировой рекорд скорости — скорость российского теплового дирижабля составила 27,45 км/ч.

## Описание
- Объём оболочки: 860 м³
- Диаметр: 8 м
- Длина: 24 м
- Скорость ветра: до 3 м/с
- Полезная нагрузка (включая пилота): до 150 кг
- Максимальная скорость: 40 км/ч